# Dirce Funari
Pour les articles homonymes, voir Funari.
Dirce Funari, de son vrai nom Patrizia Funari est une actrice italienne née à Rome le 24 juillet 1957 surtout connue pour sa collaboration avec Joe D'Amato. Depuis la fin des années 1980, elle s'est reconvertie dans le métier de maquilleuse.

## Biographie
Grande amatrice de danse, la jeune Patrizia Funari est remarquée au Jacky O célèbre discothèque romaine qu'elle fréquente assidument. Elle à un peu plus de dix huit ans quand elle fait sa première apparition sur grand écran dans un film de Paolo Poeti. En 1977, elle entame par une comédie, Le Gynécologue de ces dames, une collaboration avec Joe D'Amato qui marquera une carrière essentiellement faite de thrillers et de films d'horreur au fort contenu érotique. Elle tourne, rougissante, sa première scène de sexe avec Monica Zanchi dans Suor Emanuelle. Rien ne semble pourtant destiner la jeune femme, discrète et timide, à ce type d'emploi. Le tournage du controversé Blue Movie d'Alberto Cavallone, qui lui offre pour la première fois un rôle principal, s'avère physiquement et psychologiquement pénible pour l'actrice qui songe alors à quitter le cinéma.
Sa beauté lui apporte en tous cas une reconnaissance rapide et on la voit en page centrale du magazine Playmen en octobre 1977. Vedette de l'édition italienne de Playboy en août de l'année suivante. En plus de la danse, elle nage, court et pratique l'équitation. En 1980, on la retrouve dans les pages du très sérieux hebdomadaire L'Espresso.
Elle ne sort guère du cinéma bis et interprète encore le rôle d'une victime de sévices sexuelles dans Violez les otages !, aux côtés de Lilli Carati et d'Ines Pellegrini. On la voit aussi dans l'étrange Désirs inassouvis avec Marina Hedman. C'est en France qu'elle fait sa seule apparition à la télévision en 1979, dans la mini-série Joséphine ou la comédie des ambitions, incarnant Élisa Bonaparte.
Au début des années 1980, elle retrouve D'Amato pour une série de pornos horrifiques « tropicaux » tournés en République dominicaine (Hard Sensation, Exotic Love, La Nuit fantastique des morts-vivants et Porno Holocaust). Comme Laura Gemser et George Eastman, elle n'apparaît que dans des scènes de sexe simulées, laissant à ses partenaires Annj Goren, Lucía Ramírez et Mark Shannon le soin d'assurer les séquences hardcore.
En 1983, elle tient son un dernier rôle important dans le thriller érotique Delitto carnale de Cesare Canevari avec Marc Porel et Moana Pozzi. Lassée d'un métier qu'elle n'a pas vraiment choisi et qui la cantonne dans des rôles dévêtus, Dirce Funari tire un trait sur sa carrière de d'actrice en 1985. Elle devient maquilleuse, travaillant notamment pour la Rai ou pour le théâtre. Aujourd'hui mariée, elle porte le nom de Patrizia Stochetto. Si elle ne souhaite plus revenir sur son passé devant la caméra, elle a toujours le projet de  réaliser un film sur un sujet qui lui tient à cœur, la parapsychologie.

## Filmographie
Cinéma
- 1976 : Inhibition de Paolo Poeti : une fille dans le flashback (non créditée)
- 1977 : Le Gynécologue de ces dames de Joe D'Amato : Mima, la fille vénale
- 1977 : Emmanuelle et les collégiennes (Suor Emanuelle) de Giuseppe Vari : la belle-mère de Monica
- 1977 : Black Emanuelle autour du monde (Emanuelle - Perché violenza alle donne?) de Joe D'Amato : l'adepte jalouse
- 1977 : Viol sous les tropiques ou Emanuelle chez les cannibales (Emanuelle e gli ultimi cannibali) de Joe D'Amato
- 1978 : Blue Movie d'Alberto Cavallone : Silvia (comme Patrizia Funari)
- 1978 : Violez les otages ! (Le evase - Storie di sesso e di violenze) de Giovanni Brusadori : Claudine (comme Patrizia Funari)
- 1978 : Starcrash : Le Choc des étoiles (Scontri stellari oltre la terza dimensione) de Luigi Cozzi : une Amazone (non créditée)
- 1979 : Désirs inassouvis (Quello strano desiderio) de Enzo Milioni : la danseuse au bar
- 1979 : Midnight Blue (La domenica del Diavolo) de Raimondo Del Balzo : Silvia
- 1979 : Un ombra nell'ombra de Pier Carpi
- 1980 : Hard Sensation de Joe D'Amato : Corinne Jacquard
- 1980 : Exotic Love (Porno Esotic Love / Emmanuelle à Tahiti) de Joe D'Amato : Elisabeth
- 1980 : La Nuit fantastique des morts-vivants  (Le notti erotiche dei morti viventi) de Joe D'Amato : Fiona
- 1981 : Porno Holocaust de Joe D'Amato : Simone
- 1983 : Delitto carnale de Cesare Canevari
- 1983 : Il cavaliere, la morte, il diavolo de Beppe Cino :

Télévision
- 1979 : Joséphine ou la comédie des ambitions mini-série de Robert Mazoyer : Élisa Bonaparte

Images d'archives
- 1983 : Les Déchaînements pervers de Manuela de Joe D'Amato :  Tanya (images d'archives, non créditée)
- 1999 : Joe D'Amato Totally Uncut documentaire de Roger A. Fratter : (images d'archives)

## Photographie
- 1977 : Playmen (Italie) : Octobre 1977, Dirce, la Playgirl di ottobre par Franco Marocco (Dirce Funari en page centrale)
- 1977 : Playmen (Italie) : Novembre 1977
- 1978 : Playboy (Italie) : Août 1978, La maga Dirce par Roberto Rocchi (Dirce Funari Playmate du mois, avec Grace Jones en couverture)
- 1978 : Playboy (Italie) : Calendrier 1979 (Dirce Funari en page du mois de Mai)
- 1980 : L'Espresso (Italie)
- 1980 : Playboy (Italie) : Calendrier 1981